# MLB Draft 2013
Der MLB Draft 2013 fand vom 6. bis 8. Juni 2013 statt. Die Houston Astros wählten Mark Appel als ersten Draft-Pick aus.

## Draft Picks Runde 1
| Pick | Spieler           | Team                  | Position      | Schule                                      |
| ---- | ----------------- | --------------------- | ------------- | ------------------------------------------- |
| 1    | Mark Appel        | Houston Astros        | Pitcher       | Stanford University                         |
| 2    | Kris Bryant       | Chicago Cubs          | Third Baseman | University of San Diego                     |
| 3    | Jon Gray          | Colorado Rockies      | Pitcher       | University of Oklahoma                      |
| 4    | Kohl Stewart      | Minnesota Twins       | Pitcher       | St. Pius X High School (TX)                 |
| 5    | Clint Frazier     | Cleveland Indians     | Outfielder    | Loganville High School (GA)                 |
| 6    | Colin Moran       | Miami Marlins         | Third Baseman | University of North Carolina at Chapel Hill |
| 7    | Trey Ball         | Boston Red Sox        | Pitcher       | New Castle Chrysler High School (IN)        |
| 8    | Hunter Dozier     | Kansas City Royals    | Shortstop     | Stephen F. Austin State University          |
| 9    | Austin Meadows    | Pittsburgh Pirates    | Outfielder    | Grayson High School (GA)                    |
| 10   | Phil Bickford     | Toronto Blue Jays     | Pitcher       | Oaks Christian School (CA)                  |
| 11   | Dominic Smith     | New York Mets         | First Baseman | Serra High School (CA)                      |
| 12   | D. J. Peterson    | Seattle Mariners      | Third Baseman | University of New Mexico                    |
| 13   | Hunter Renfroe    | San Diego Padres      | Outfielder    | Mississippi State University                |
| 14   | Reese McGuire     | Pittsburgh Pirates    | Catcher       | Kentwood High School (WA)                   |
| 15   | Braden Shipley    | Arizona Diamondbacks  | Pitcher       | University of Nevada, Reno                  |
| 16   | J. P. Crawford    | Philadelphia Phillies | Shortstop     | Lakewood High School (CA)                   |
| 17   | Tim Anderson      | Chicago White Sox     | Shortstop     | East Central CC (MS)                        |
| 18   | Chris Anderson    | Los Angeles Dodgers   | Pitcher       | Jacksonville University                     |
| 19   | Marco Gonzales    | St. Louis Cardinals   | Pitcher       | Gonzaga University                          |
| 20   | Jonathon Crawford | Detroit Tigers        | Pitcher       | University of Florida                       |
| 21   | Nick Ciuffo       | Tampa Bay Rays        | Catcher       | Lexington High School (SC)                  |
| 22   | Hunter Harvey     | Baltimore Orioles     | Pitcher       | Bandys High School (NC)                     |
| 23   | Chi Chi Gonzalez  | Texas Rangers         | Pitcher       | Oral Roberts University                     |
| 24   | Billy McKinney    | Oakland Athletics     | Outfielder    | Plano West High School (TX)                 |
| 25   | Christian Arroyo  | San Francisco Giants  | Shortstop     | Hernando High School (FL)                   |
| 26   | Eric Jagielo      | New York Yankees      | Third Baseman | University of Notre Dame                    |
| 27   | Phillip Ervin     | Cincinnati Reds       | Outfielder    | Samford University                          |
| 28   | Rob Kaminsky      | St. Louis Cardinals   | Pitcher       | Saint Joseph Regional High School (NJ)      |
| 29   | Ryne Stanek       | Tampa Bay Rays        | Pitcher       | University of Arkansas                      |
| 30   | Travis Demeritte  | Texas Rangers         | Shortstop     | Winder-Barrow High School (GA)              |
| 31   | Jason Hursh       | Atlanta Braves        | Pitcher       | Oklahoma State University – Stillwater      |
| 32   | Aaron Judge       | New York Yankees      | Outfielder    | California State University, Fresno         |
| 33   | Ian Clarkin       | New York Yankees      | Pitcher       | James Madison High School (CA)              |
| 34   | Sean Manaea       | Kansas City Royals    | Pitcher       | Indiana State University                    |
| 35   | Matt Krook        | Miami Marlins         | Pitcher       | St. Ignatius College Prep (CA)              |
| 36   | Aaron Blair       | Arizona Diamondbacks  | Pitcher       | Marshall University                         |
| 37   | Josh Hart         | Baltimore Orioles     | Outfielder    | Parkview High School (GA)                   |
| 38   | Michael Lorenzen  | Cincinnati Reds       | Pitcher       | California State University, Fullerton      |
| 39   | Corey Knebel      | Detroit Tigers        | Pitcher       | University of Texas at Austin               |